# Paradeplatz

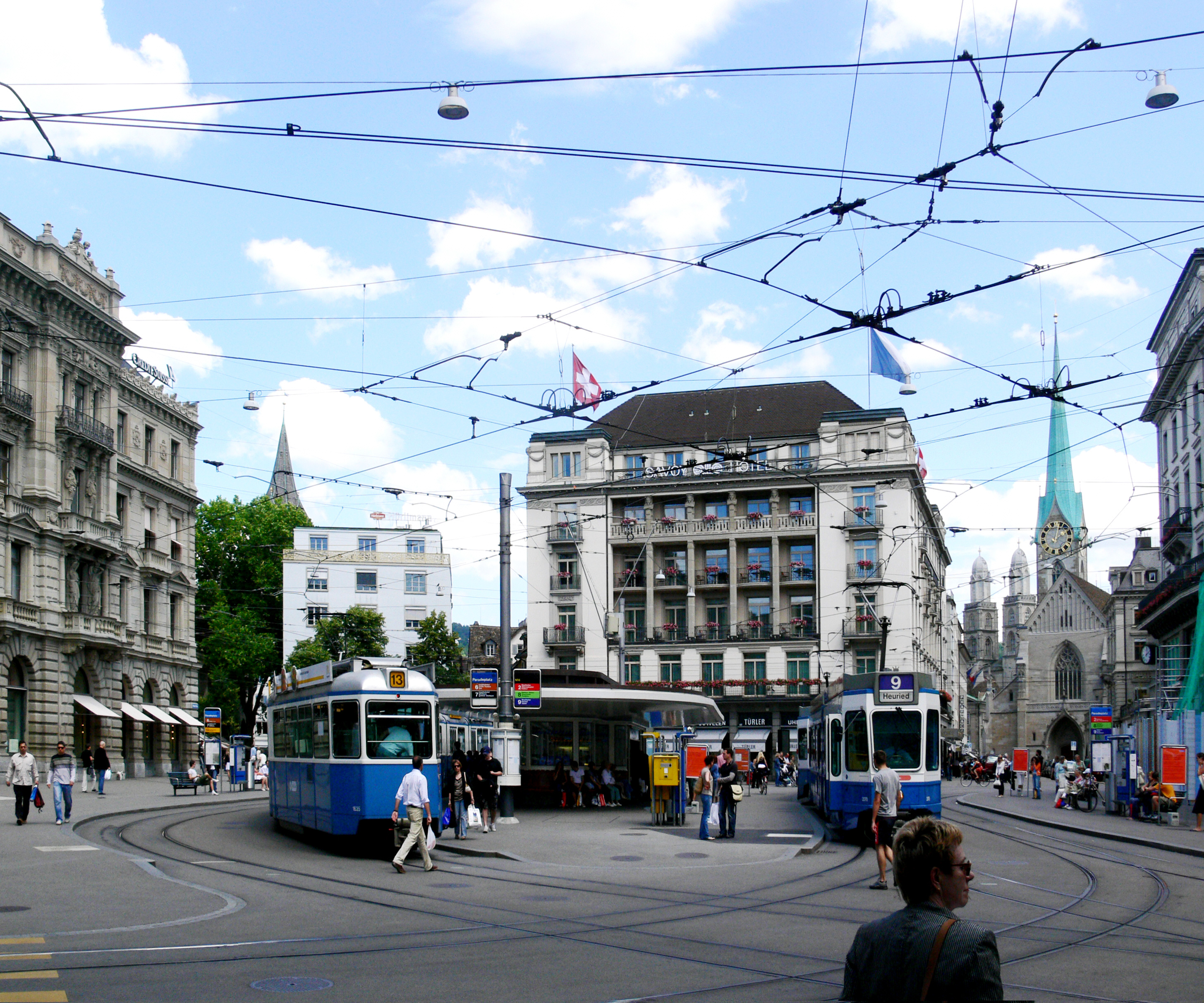
Paradeplatz

Paradeplatz är en plats vid Bahnhofstrasse i Zürich stadskärna. Den ligger i ett av stadens dyraste områden och har under lång tid förbundits med banker och schweiziskt välstånd. De schweiziska storbankerna UBS och Credit Suisse har huvudsäte vid Paradeplatz, och också den största schweiziska privatbanken, Julius Bär, och den schweiziska nationalbanken, finns där. I den schweiziska utgåvan av brädspelet Monopol är Paradeplatz den dyraste egendomen.